# Улица Авиаконструктора Антонова (Киев)
Улица Авиаконструктора Антонова (укр. Вулиця Авіаконструктора Антонова) — улица в Соломенском районе Киева, в исторической местности Чоколовка, жилой массив Первомайский. Проходит от Воздухофлотского проспекта до улицы Ушинского.

## История
Улица возникла в 1920-х годах. В 1931—1985 годах называлась улица Авиации (по некоторым документам — Авиационная). Современное название в честь выдающегося советского авиаконструктора Олега Антонова (1906—1984) — с 1985 года. В 1985 году на д. 3, по проекту скульптора М. Рапая и архитектора А. Герасименко, установлена мемориальная доска в честь О. К. Антонова с бронзовым барельефом авиаконструктора.
24 августа 2020, в день Независимости Украины — в Киеве в Соломенском районе, на фасаде дома по адресу улица Авиаконструктора Антонова, 7 состоялось торжественное открытие мурала, посвященного Петру Франко

## Достопримечательности

д. 3. Мемориальная доска О. Антонову

Возле д. 2/32, корп. 3, растет тополь в возрасте более 100 лет и высотой 30 метров, его ствол в обхвате достигает 4,30 метров.
Недалеко от старого тополя растет «дуб Фролкина», возраст которого оценивается как превышающий 400 лет, высота 25 м, обхват ствола 4,30 метров. Название получил в честь киевлянина А. Н. Фролкина, который за свой счёт вылечил дерево. Решением Киевсовета от 23 декабря 2010 дуб взят под охрану.
На чётной стороне улицы сохранилась небольшая дубовая роща с вековыми дубами, возраст которых составляет 150 и более лет — уцелевшие фрагменты Кадетской рощи.